# 大庄站 (日本)
大庄站（日语：／ Ōshō eki */?）是隸屬於富山地方鐵道的鐵路車站，座落於富山縣富山市南大場，現時為無人站。

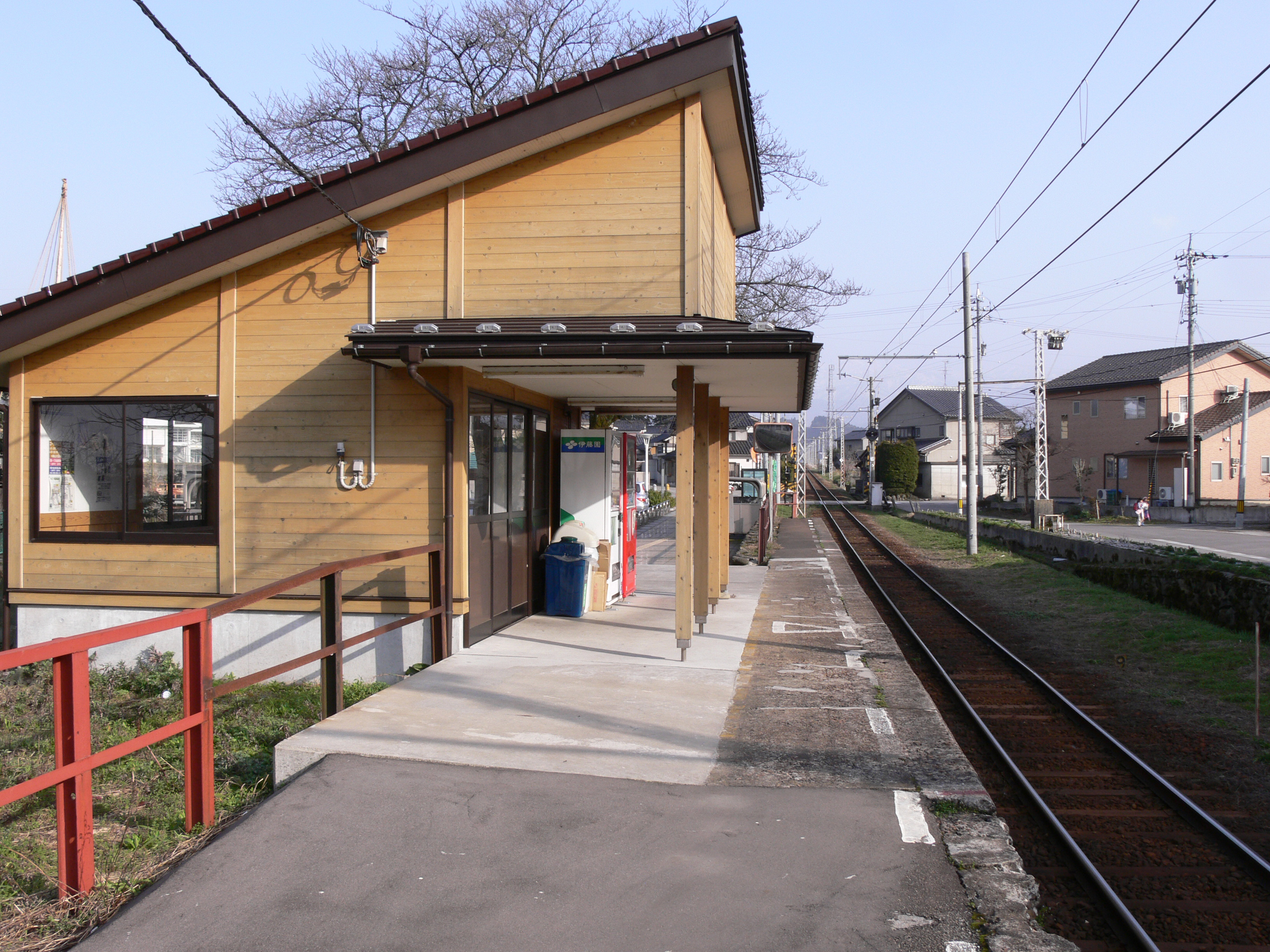
月台（2009年3月）

## 車站結構
本站為以木搭建的第二代單層站房。屋頂採用單邊斜面設計，室內全闢作為候車室，設有候車長凳，但沒有站務員室及自動售票機。由於重建時順道進行車站改善工程，出入車站改為行經無障礙斜道，亦不用再經過站房進入月台，反之，站房只保留面向月台的一方設有出入口，原來的側門在重建時已改為窗戶。而正門旁邊則放置了自動售賣機。
第1代站房亦為木建單層建築物，但屋頂為平頂，2005年11月6日因失火，整座舊站房被燒毀。
設有側式月台1座，有效長度為3輛，為列車不可交換車站，過往現月台對面曾另設有另一個側式月台，但因較少使用，且日久修失，後來遭棄用，現時相關月台仍然保留，但部份範圍已被佔用並興建房屋。列車到站時，往電鐵富山方向為右側上落；往岩峅寺方向為左側上落。

### 月台配置
| 路線    | 方向 | 目的地       | 備註 |
| ------- | ---- | ------------ | ---- |
| ■上瀧線 | 上行 | 電鐵富山方向 |      |
| ■上瀧線 | 下行 | 岩峅寺方向   |      |

## 歷史
- 1921年4月25日：以富山縣營鐵道的車站開業。
- 1943年1月1日：路線及車站合併入富山地方鐵道。
- 2005年11月6日：舊站舎疑因未弄熄的煙頭而引發火災，全座站舍被燒毀[3][4]，兩日後被拆去。
- 2006年2月：第2代站舍竣工。

## 利用人數
| 乘車人員推算 | 乘車人員推算 | 乘車人員推算 |
| 年度         | 1日平均人數  |              |
| ------------ | ------------ | ------------ |
| 2004年       | 96           |              |
| 2005年       | 99           |              |
| 2006年       | 98           |              |
| 2007年       | 97           |              |
| 2008年       | 101          |              |
| 2009年       | 100          |              |
| 2010年       | 110          |              |
| 2011年       | 103          |              |

## 相鄰車站
富山地方鐵道
■上瀧線
月岡（T67）－大庄（T68）－上瀧（T69）

## 外部連結
- 富山地方鐵道大庄站公式網頁。（页面存档备份，存于）（日語）